# Ко је убица
Ко је убица је 21. епизода стрип серијала Кен Паркер објављена у Лунов магнус стрипу бр. 502. Изашла је априлу 1982. године. Имала је 93 стране и коштала 20 динара (0,96 DEM; 0,43 $). Епизоду је нацртао Бруно Марафа, а сценарио су написали Ђанкарло Берарди и Маурицио Мантеро. Насловну страну су нацртали Бранислав Керац и Маринко Лебовић.

## Оригинална епизода
Оригинална епизода објављена је у јуну 1979. године под насловом Il giudizio di Dio (Božji sud). Издавач је била италијанска кућа Cepim. Коштала је 500 лира (1,11 DEM; 0,6 $)

## Кратак садржај
У малом месту Лотаун (Lawtown) у Оклахоми, убијена је девојка Алиса Маклин. Локални шериф оптужује Лимана Емеса, војника из Форт Сила. Лиман тврди да је изгубио памћење, али становници поред Алисиног тела налазе дугме које недостаје не његовој војној блузи. Родитељи и локално становништво су спремни да линчују Лимана, али у последњем тренутку војска и Кен стижу да га приведу пред војни суд, који је задужен за такве врсте спорова.
Кен и Брет (с којим је Лиман заједно провео вечи део вечери када је убијена Алиса Маклин) прате Лимана у Форт Ричардсон. За то време, Алисин отац унајмљује ловца на бегунце који покушава да ослободи Емеса како би могао да га убије, што на крају и чини.
Непосредно пре него што ће наћи Емесово мртво тело, Кен оптужује Брета за убиство. На крају, њих двојица поред Лимановог тела налазе опроштајно писмо у коме Лиман тврди да се свега сетио и признаје злочин.

## Значај епизоде
Ово је још једна епизода која наглашава Кенову несавршеност. За разлику од типичних јунака ЛМС и ЗС (Текс Вилера или Малог ренџера), који увек знају ко је крив за злочин и како треба да се поставе у датој ситуацији, Кен све време епизоде није сигуран шта треба да чини и заједно са шерифом инсистира да се Емесу суди пред судом. На крају сам признаје да није безгрешан и извињава се Брету што га је оптужио за злочин. Сценарио саме епизоде је тако написан да до краја није сасвим јасно ко је убица, Емес или Брет

## Реприза епизоде
Епизода је у Србији репризирана у колекционарском издању Кен Паркер у издању Голконде и Дарkвуда бр. 11, који је изашао 19.10.2024. Продавала се по цени 1.290 динара (11 евра). У Хрватској је епизода раније репризирана већ неколико пута у издањима Фибре.

## Претходна и наредна епизода Кен Паркера у ЛМС
Претходна епизода Кен Паркера у ЛМС носила је назив Врисак у зору (#500), а наредна Чатануга у пламену (#506).
Види још: Списак епизода Кен Паркер (Списак епизода)